# Leuctra rickeri
Leuctra rickeri är en bäcksländeart som beskrevs av James 1976. Leuctra rickeri ingår i släktet Leuctra och familjen smalbäcksländor. Inga underarter finns listade i Catalogue of Life.